# Tour Down Under 2019
La 21.ª edición del Tour Down Under (llamado oficialmente: Santos Tour Down Under) fue una carrera de ciclismo en ruta por etapas que se celebró entre el 15 y el 20 de enero de 2019 en Australia con inicio en el suburbio de North Adelaida y final en la ciudad de Willunga Hill sobre un recorrido de 857,8 km.
La carreró formó parte del UCI WorldTour 2019, calendario ciclístico de máximo nivel mundial, siendo la primera carrera de dicho circuito. El vencedor final fue el sudafricano Daryl Impey del Mitchelton-Scott. Lo acompañaron en el podio, como segundo y tercer clasificado respectivamente, el australiano Richie Porte del Trek-Segafredo y el neerlandés Wout Poels del Sky.

## Equipos participantes
Tomaron parte en la carrera 19 equipos: 18 de categoría UCI WorldTeam; y la selección nacional de Australia. Formando así un pelotón de 133 ciclistas de los que acabaron 129. Los equipos que participaron fueron los siguientes:
| WorldTeams (18)- AG2R La Mondiale - Astana - Bahrain-Merida - Bora-hansgrohe - CCC Team - Deceuninck-Quick Step - Dimension Data - EF Education First - Groupama-FDJ - Team Jumbo-Visma - Katusha-Alpecin - Lotto Soudal - Mitchelton-Scott - Movistar Team - Sky - Team Sunweb - Trek-Segafredo - UAE Team Emirates translation for headoftableIII_translate index 39 not found- UniSA-Australia |
| |

## Carrera de exhibición
Dos días antes del comienzo del Tour Down Under se disputó una clásica de exhibición, no oficial de categoría .NE, en Adelaida, en la que participaron los ciclistas que iniciaran el Tour Down Under.

## Recorrido
El Tour Down Under dispone de seis etapas para un recorrido total de 857,8 kilómetros, donde se contempla en las cinco primeras etapas algunas dificultades en varios puntos de la carrera. Asimismo, la quinta etapa terminará en la subida final a Willunga Hill con una ascensión de 3,5 kilómetros de longitud y 7% de desnivel, lo que a menudo desempeña un papel decisivo en la carrera. La etapa seis marca el final de la carrera con un circuito urbano por los alrededores del centro de Adelaida.
| Etapa     | Fecha     | Recorrido                      | type                   | Distancia (km) | Ganador          | Líder         |
| --------- | --------- | ------------------------------ | ---------------------- | -------------- | ---------------- | ------------- |
| 1.ª etapa | 15 de ene | North Adelaide – Port Adelaide | etapa llana            | 129            | Elia Viviani     | Elia Viviani  |
| 2.ª etapa | 16 de ene | Norwood – Angaston             | etapa llana            | 122,1          | Patrick Bevin    | Patrick Bevin |
| 3.ª etapa | 17 de ene | Lobethal – Uraidla             | etapa escarpada        | 146,2          | Peter Sagan      | Patrick Bevin |
| 4.ª etapa | 18 de ene | Unley – Athelstone             | etapa de media montaña | 129,2          | Daryl Impey      | Patrick Bevin |
| 5.ª etapa | 19 de ene | Glenelg – Strathalbyn          | etapa llana            | 149,5          | Jasper Philipsen | Patrick Bevin |
| 6.ª etapa | 20 de ene | McLaren Vale – Willunga Hill   | etapa de media montaña | 151,5          | Richie Porte     | Daryl Impey   |

## Desarrollo de la carrera

### 1.ª etapa
| North Adelaide - Port Adelaide | etapa llana | (129 km) |

| \| Clasificación de la etapa \| Clasificación de la etapa \| Clasificación de la etapa \| Clasificación de la etapa \| Clasificación de la etapa \| \| Ciclista \| Ciclista \| Equipo \| Tiempo \| \| \| ------------------------- \| ------------------------- \| ------------------------- \| ------------------------- \| ------------------------- \| \| 1.º \| Elia Viviani \| Deceuninck-Quick Step \| 3 h 19 min 47 s \| \| \| 2.º \| Max Walscheid \| Team Sunweb \| + 0 s \| \| \| 3.º \| Jakub Mareczko \| CCC Team \| + 0 s \| \| \| 4.º \| Phil Bauhaus \| Bahrain-Merida \| + 0 s \| \| \| 5.º \| Ryan Gibbons \| Dimension Data \| + 0 s \| \| \| 6.º \| Jasper Philipsen \| UAE Team Emirates \| + 0 s \| \| \| 7.º \| Kristoffer Halvorsen \| Team Sky \| + 0 s \| \| \| 8.º \| Peter Sagan \| Bora-Hansgrohe \| + 0 s \| \| \| 9.º \| Danny van Poppel \| Team Jumbo-Visma \| + 0 s \| \| \| 10.º \| Daniel Hoelgaard \| Groupama-FDJ \| + 0 s \| \| |                      |                       |                 |
| |                      |                       |                 |
| Fuente: ProCyclingStats |                      |                       |                 |
| Clasificación de la etapa |                      |                       |                 |
| Ciclista | Ciclista             | Equipo                | Tiempo          |
| 1.º | Elia Viviani         | Deceuninck-Quick Step | 3 h 19 min 47 s |
| 2.º | Max Walscheid        | Team Sunweb           | + 0 s           |
| 3.º | Jakub Mareczko       | CCC Team              | + 0 s           |
| 4.º | Phil Bauhaus         | Bahrain-Merida        | + 0 s           |
| 5.º | Ryan Gibbons         | Dimension Data        | + 0 s           |
| 6.º | Jasper Philipsen     | UAE Team Emirates     | + 0 s           |
| 7.º | Kristoffer Halvorsen | Team Sky              | + 0 s           |
| 8.º | Peter Sagan          | Bora-Hansgrohe        | + 0 s           |
| 9.º | Danny van Poppel     | Team Jumbo-Visma      | + 0 s           |
| 10.º | Daniel Hoelgaard     | Groupama-FDJ          | + 0 s           |

| \| Clasificación general \| Clasificación general \| Clasificación general \| Clasificación general \| Clasificación general \| \| Ciclista \| Ciclista \| Equipo \| Tiempo \| \| \| --------------------- \| --------------------- \| --------------------- \| --------------------- \| --------------------- \| \| 1.º \| Elia Viviani \| Deceuninck-Quick Step \| 3 h 19 min 37 s \| \| \| 2.º \| Max Walscheid \| Team Sunweb \| + 4 s \| \| \| 3.º \| Patrick Bevin \| CCC Team \| + 5 s \| \| \| 4.º \| Michael Storer \| Team Sunweb \| + 5 s \| \| \| 5.º \| Jakub Mareczko \| CCC Team \| + 6 s \| \| \| 6.º \| Jason Lea \| UniSA-Australia \| + 8 s \| \| \| 7.º \| Phil Bauhaus \| Bahrain-Merida \| + 10 s \| \| \| 8.º \| Ryan Gibbons \| Dimension Data \| + 10 s \| \| \| 9.º \| Jasper Philipsen \| UAE Team Emirates \| + 10 s \| \| \| 10.º \| Kristoffer Halvorsen \| Team Sky \| + 10 s \| \| |                      |                       |                 |
| |                      |                       |                 |
| Fuente: ProCyclingStats |                      |                       |                 |
| Clasificación general |                      |                       |                 |
| Ciclista | Ciclista             | Equipo                | Tiempo          |
| 1.º | Elia Viviani         | Deceuninck-Quick Step | 3 h 19 min 37 s |
| 2.º | Max Walscheid        | Team Sunweb           | + 4 s           |
| 3.º | Patrick Bevin        | CCC Team              | + 5 s           |
| 4.º | Michael Storer       | Team Sunweb           | + 5 s           |
| 5.º | Jakub Mareczko       | CCC Team              | + 6 s           |
| 6.º | Jason Lea            | UniSA-Australia       | + 8 s           |
| 7.º | Phil Bauhaus         | Bahrain-Merida        | + 10 s          |
| 8.º | Ryan Gibbons         | Dimension Data        | + 10 s          |
| 9.º | Jasper Philipsen     | UAE Team Emirates     | + 10 s          |
| 10.º | Kristoffer Halvorsen | Team Sky              | + 10 s          |

### 2.ª etapa
| Norwood - Angaston | etapa llana | (122,1 km) |

| \| Clasificación de la etapa \| Clasificación de la etapa \| Clasificación de la etapa \| Clasificación de la etapa \| Clasificación de la etapa \| \| Ciclista \| Ciclista \| Equipo \| Tiempo \| \| \| ------------------------- \| ------------------------- \| ------------------------- \| ------------------------- \| ------------------------- \| \| 1.º \| Patrick Bevin \| CCC Team \| 3 h 14 min 31 s \| \| \| 2.º \| Caleb Ewan \| Lotto-Soudal \| + 0 s \| \| \| 3.º \| Peter Sagan \| Bora-Hansgrohe \| + 0 s \| \| \| 4.º \| Danny van Poppel \| Team Jumbo-Visma \| + 0 s \| \| \| 5.º \| Jasper Philipsen \| UAE Team Emirates \| + 0 s \| \| \| 6.º \| Phil Bauhaus \| Bahrain-Merida \| + 0 s \| \| \| 7.º \| Elia Viviani \| Deceuninck-Quick Step \| + 0 s \| \| \| 8.º \| Luis León Sánchez \| Astana \| + 0 s \| \| \| 9.º \| Kiel Reijnen \| Trek-Segafredo \| + 0 s \| \| \| 10.º \| Kristoffer Halvorsen \| Team Sky \| + 0 s \| \| |                      |                       |                 |
| |                      |                       |                 |
| Fuente: ProCyclingStats |                      |                       |                 |
| Clasificación de la etapa |                      |                       |                 |
| Ciclista | Ciclista             | Equipo                | Tiempo          |
| 1.º | Patrick Bevin        | CCC Team              | 3 h 14 min 31 s |
| 2.º | Caleb Ewan           | Lotto-Soudal          | + 0 s           |
| 3.º | Peter Sagan          | Bora-Hansgrohe        | + 0 s           |
| 4.º | Danny van Poppel     | Team Jumbo-Visma      | + 0 s           |
| 5.º | Jasper Philipsen     | UAE Team Emirates     | + 0 s           |
| 6.º | Phil Bauhaus         | Bahrain-Merida        | + 0 s           |
| 7.º | Elia Viviani         | Deceuninck-Quick Step | + 0 s           |
| 8.º | Luis León Sánchez    | Astana                | + 0 s           |
| 9.º | Kiel Reijnen         | Trek-Segafredo        | + 0 s           |
| 10.º | Kristoffer Halvorsen | Team Sky              | + 0 s           |

| \| Clasificación general \| Clasificación general \| Clasificación general \| Clasificación general \| Clasificación general \| \| Ciclista \| Ciclista \| Equipo \| Tiempo \| \| \| --------------------- \| --------------------- \| --------------------- \| --------------------- \| --------------------- \| \| 1.º \| Patrick Bevin \| CCC Team \| 6 h 34 min 03 s \| \| \| 2.º \| Elia Viviani \| Deceuninck-Quick Step \| + 5 s \| \| \| 3.º \| Caleb Ewan \| Lotto-Soudal \| + 9 s \| \| \| 4.º \| Max Walscheid \| Team Sunweb \| + 9 s \| \| \| 5.º \| Artiom Zajárov \| Astana \| + 9 s \| \| \| 6.º \| Jason Lea \| UniSA-Australia \| + 10 s \| \| \| 7.º \| Michael Storer \| Team Sunweb \| + 10 s \| \| \| 8.º \| Peter Sagan \| Bora-Hansgrohe \| + 10 s \| \| \| 9.º \| Jakub Mareczko \| CCC Team \| + 10 s \| \| \| 10.º \| Jaime Castrillo \| Movistar Team \| + 12 s \| \| |                 |                       |                 |
| |                 |                       |                 |
| Fuente: ProCyclingStats |                 |                       |                 |
| Clasificación general |                 |                       |                 |
| Ciclista | Ciclista        | Equipo                | Tiempo          |
| 1.º | Patrick Bevin   | CCC Team              | 6 h 34 min 03 s |
| 2.º | Elia Viviani    | Deceuninck-Quick Step | + 5 s           |
| 3.º | Caleb Ewan      | Lotto-Soudal          | + 9 s           |
| 4.º | Max Walscheid   | Team Sunweb           | + 9 s           |
| 5.º | Artiom Zajárov  | Astana                | + 9 s           |
| 6.º | Jason Lea       | UniSA-Australia       | + 10 s          |
| 7.º | Michael Storer  | Team Sunweb           | + 10 s          |
| 8.º | Peter Sagan     | Bora-Hansgrohe        | + 10 s          |
| 9.º | Jakub Mareczko  | CCC Team              | + 10 s          |
| 10.º | Jaime Castrillo | Movistar Team         | + 12 s          |

### 3.ª etapa
| Lobethal - Uraidla | etapa escarpada | (146,2 km) |

| \| Clasificación de la etapa \| Clasificación de la etapa \| Clasificación de la etapa \| Clasificación de la etapa \| Clasificación de la etapa \| \| Ciclista \| Ciclista \| Equipo \| Tiempo \| \| \| ------------------------- \| ------------------------- \| ------------------------- \| ------------------------- \| ------------------------- \| \| 1.º \| Peter Sagan \| Bora-Hansgrohe \| 3 h 46 min 06 s \| \| \| 2.º \| Luis León Sánchez \| Astana \| + 0 s \| \| \| 3.º \| Daryl Impey \| Mitchelton-Scott \| + 0 s \| \| \| 4.º \| Danny van Poppel \| Team Jumbo-Visma \| + 0 s \| \| \| 5.º \| Patrick Bevin \| CCC Team \| + 0 s \| \| \| 6.º \| Jan Polanc \| UAE Team Emirates \| + 0 s \| \| \| 7.º \| Ruben Guerreiro \| Katusha-Alpecin \| + 0 s \| \| \| 8.º \| Tadej Pogačar \| UAE Team Emirates \| + 0 s \| \| \| 9.º \| Chris Hamilton \| Team Sunweb \| + 0 s \| \| \| 10.º \| Domenico Pozzovivo \| Bahrain-Merida \| + 0 s \| \| |                    |                   |                 |
| |                    |                   |                 |
| Fuente: ProCyclingStats |                    |                   |                 |
| Clasificación de la etapa |                    |                   |                 |
| Ciclista | Ciclista           | Equipo            | Tiempo          |
| 1.º | Peter Sagan        | Bora-Hansgrohe    | 3 h 46 min 06 s |
| 2.º | Luis León Sánchez  | Astana            | + 0 s           |
| 3.º | Daryl Impey        | Mitchelton-Scott  | + 0 s           |
| 4.º | Danny van Poppel   | Team Jumbo-Visma  | + 0 s           |
| 5.º | Patrick Bevin      | CCC Team          | + 0 s           |
| 6.º | Jan Polanc         | UAE Team Emirates | + 0 s           |
| 7.º | Ruben Guerreiro    | Katusha-Alpecin   | + 0 s           |
| 8.º | Tadej Pogačar      | UAE Team Emirates | + 0 s           |
| 9.º | Chris Hamilton     | Team Sunweb       | + 0 s           |
| 10.º | Domenico Pozzovivo | Bahrain-Merida    | + 0 s           |

| \| Clasificación general \| Clasificación general \| Clasificación general \| Clasificación general \| Clasificación general \| \| Ciclista \| Ciclista \| Equipo \| Tiempo \| \| \| --------------------- \| --------------------- \| --------------------- \| --------------------- \| --------------------- \| \| 1.º \| Patrick Bevin \| CCC Team \| 10 h 20 min 09 s \| \| \| 2.º \| Peter Sagan \| Bora-Hansgrohe \| + 1 s \| \| \| 3.º \| Luis León Sánchez \| Astana \| + 9 s \| \| \| 4.º \| Michael Storer \| Team Sunweb \| + 10 s \| \| \| 5.º \| Daryl Impey \| Mitchelton-Scott \| + 11 s \| \| \| 6.º \| Danny van Poppel \| Team Jumbo-Visma \| + 15 s \| \| \| 7.º \| Jan Polanc \| UAE Team Emirates \| + 15 s \| \| \| 8.º \| Ryan Gibbons \| Dimension Data \| + 15 s \| \| \| 9.º \| Chris Hamilton \| Team Sunweb \| + 15 s \| \| \| 10.º \| George Bennett \| Team Jumbo-Visma \| + 15 s \| \| |                   |                   |                  |
| |                   |                   |                  |
| Fuente: ProCyclingStats |                   |                   |                  |
| Clasificación general |                   |                   |                  |
| Ciclista | Ciclista          | Equipo            | Tiempo           |
| 1.º | Patrick Bevin     | CCC Team          | 10 h 20 min 09 s |
| 2.º | Peter Sagan       | Bora-Hansgrohe    | + 1 s            |
| 3.º | Luis León Sánchez | Astana            | + 9 s            |
| 4.º | Michael Storer    | Team Sunweb       | + 10 s           |
| 5.º | Daryl Impey       | Mitchelton-Scott  | + 11 s           |
| 6.º | Danny van Poppel  | Team Jumbo-Visma  | + 15 s           |
| 7.º | Jan Polanc        | UAE Team Emirates | + 15 s           |
| 8.º | Ryan Gibbons      | Dimension Data    | + 15 s           |
| 9.º | Chris Hamilton    | Team Sunweb       | + 15 s           |
| 10.º | George Bennett    | Team Jumbo-Visma  | + 15 s           |

### 4.ª etapa
| Unley - Athelstone | etapa de media montaña | (129,2 km) |

| \| Clasificación de la etapa \| Clasificación de la etapa \| Clasificación de la etapa \| Clasificación de la etapa \| Clasificación de la etapa \| \| Ciclista \| Ciclista \| Equipo \| Tiempo \| \| \| ------------------------- \| ------------------------- \| ------------------------- \| ------------------------- \| ------------------------- \| \| 1.º \| Daryl Impey \| Mitchelton-Scott \| 3 h 03 min 27 s \| \| \| 2.º \| Patrick Bevin \| CCC Team \| + 0 s \| \| \| 3.º \| Luis León Sánchez \| Astana \| + 0 s \| \| \| 4.º \| Ruben Guerreiro \| Katusha-Alpecin \| + 0 s \| \| \| 5.º \| Rubén Fernández Andújar \| Movistar Team \| + 0 s \| \| \| 6.º \| George Bennett \| Team Jumbo-Visma \| + 0 s \| \| \| 7.º \| Diego Ulissi \| UAE Team Emirates \| + 0 s \| \| \| 8.º \| Michael Woods \| EF Education First \| + 0 s \| \| \| 9.º \| Chris Hamilton \| Team Sunweb \| + 0 s \| \| \| 10.º \| Dylan van Baarle \| Team Sky \| + 0 s \| \| |                         |                    |                 |
| |                         |                    |                 |
| Fuente: ProCyclingStats |                         |                    |                 |
| Clasificación de la etapa |                         |                    |                 |
| Ciclista | Ciclista                | Equipo             | Tiempo          |
| 1.º | Daryl Impey             | Mitchelton-Scott   | 3 h 03 min 27 s |
| 2.º | Patrick Bevin           | CCC Team           | + 0 s           |
| 3.º | Luis León Sánchez       | Astana             | + 0 s           |
| 4.º | Ruben Guerreiro         | Katusha-Alpecin    | + 0 s           |
| 5.º | Rubén Fernández Andújar | Movistar Team      | + 0 s           |
| 6.º | George Bennett          | Team Jumbo-Visma   | + 0 s           |
| 7.º | Diego Ulissi            | UAE Team Emirates  | + 0 s           |
| 8.º | Michael Woods           | EF Education First | + 0 s           |
| 9.º | Chris Hamilton          | Team Sunweb        | + 0 s           |
| 10.º | Dylan van Baarle        | Team Sky           | + 0 s           |

| \| Clasificación general \| Clasificación general \| Clasificación general \| Clasificación general \| Clasificación general \| \| Ciclista \| Ciclista \| Equipo \| Tiempo \| \| \| --------------------- \| --------------------- \| --------------------- \| --------------------- \| --------------------- \| \| 1.º \| Patrick Bevin \| CCC Team \| 13 h 23 min 30 s \| \| \| 2.º \| Daryl Impey \| Mitchelton-Scott \| + 7 s \| \| \| 3.º \| Luis León Sánchez \| Astana \| + 11 s \| \| \| 4.º \| Chris Hamilton \| Team Sunweb \| + 21 s \| \| \| 5.º \| Ryan Gibbons \| Dimension Data \| + 21 s \| \| \| 6.º \| Jan Polanc \| UAE Team Emirates \| + 21 s \| \| \| 7.º \| George Bennett \| Team Jumbo-Visma \| + 21 s \| \| \| 8.º \| Ruben Guerreiro \| Katusha-Alpecin \| + 21 s \| \| \| 9.º \| Diego Ulissi \| UAE Team Emirates \| + 21 s \| \| \| 10.º \| Michael Woods \| EF Education First \| + 21 s \| \| |                   |                    |                  |
| |                   |                    |                  |
| Fuente: ProCyclingStats |                   |                    |                  |
| Clasificación general |                   |                    |                  |
| Ciclista | Ciclista          | Equipo             | Tiempo           |
| 1.º | Patrick Bevin     | CCC Team           | 13 h 23 min 30 s |
| 2.º | Daryl Impey       | Mitchelton-Scott   | + 7 s            |
| 3.º | Luis León Sánchez | Astana             | + 11 s           |
| 4.º | Chris Hamilton    | Team Sunweb        | + 21 s           |
| 5.º | Ryan Gibbons      | Dimension Data     | + 21 s           |
| 6.º | Jan Polanc        | UAE Team Emirates  | + 21 s           |
| 7.º | George Bennett    | Team Jumbo-Visma   | + 21 s           |
| 8.º | Ruben Guerreiro   | Katusha-Alpecin    | + 21 s           |
| 9.º | Diego Ulissi      | UAE Team Emirates  | + 21 s           |
| 10.º | Michael Woods     | EF Education First | + 21 s           |

### 5.ª etapa
| Glenelg - Strathalbyn | etapa llana | (149,5 km) |

| \| Clasificación de la etapa \| Clasificación de la etapa \| Clasificación de la etapa \| Clasificación de la etapa \| Clasificación de la etapa \| \| Ciclista \| Ciclista \| Equipo \| Tiempo \| \| \| ------------------------- \| ------------------------- \| ------------------------- \| ------------------------- \| ------------------------- \| \| 1.º \| Jasper Philipsen \| UAE Team Emirates \| 3 h 37 min 00 s \| \| \| 2.º \| Peter Sagan \| Bora-Hansgrohe \| + 0 s \| \| \| 3.º \| Danny van Poppel \| Team Jumbo-Visma \| + 0 s \| \| \| 4.º \| Jens Debusschere \| Katusha-Alpecin \| + 0 s \| \| \| 5.º \| Elia Viviani \| Deceuninck-Quick Step \| + 0 s \| \| \| 6.º \| Phil Bauhaus \| Bahrain-Merida \| + 0 s \| \| \| 7.º \| Cees Bol \| Team Sunweb \| + 0 s \| \| \| 8.º \| Ryan Gibbons \| Dimension Data \| + 0 s \| \| \| 9.º \| Wout Poels \| Team Sky \| + 0 s \| \| \| 10.º \| Davide Ballerini \| Astana \| + 0 s \| \| |                  |                       |                 |
| |                  |                       |                 |
| Fuente: ProCyclingStats |                  |                       |                 |
| Clasificación de la etapa |                  |                       |                 |
| Ciclista | Ciclista         | Equipo                | Tiempo          |
| 1.º | Jasper Philipsen | UAE Team Emirates     | 3 h 37 min 00 s |
| 2.º | Peter Sagan      | Bora-Hansgrohe        | + 0 s           |
| 3.º | Danny van Poppel | Team Jumbo-Visma      | + 0 s           |
| 4.º | Jens Debusschere | Katusha-Alpecin       | + 0 s           |
| 5.º | Elia Viviani     | Deceuninck-Quick Step | + 0 s           |
| 6.º | Phil Bauhaus     | Bahrain-Merida        | + 0 s           |
| 7.º | Cees Bol         | Team Sunweb           | + 0 s           |
| 8.º | Ryan Gibbons     | Dimension Data        | + 0 s           |
| 9.º | Wout Poels       | Team Sky              | + 0 s           |
| 10.º | Davide Ballerini | Astana                | + 0 s           |

| \| Clasificación general \| Clasificación general \| Clasificación general \| Clasificación general \| Clasificación general \| \| Ciclista \| Ciclista \| Equipo \| Tiempo \| \| \| --------------------- \| --------------------- \| --------------------- \| --------------------- \| --------------------- \| \| 1.º \| Patrick Bevin \| CCC Team \| 17 h 00 min 25 s \| \| \| 2.º \| Daryl Impey \| Mitchelton-Scott \| + 7 s \| \| \| 3.º \| Luis León Sánchez \| Astana \| + 16 s \| \| \| 4.º \| Ryan Gibbons \| Dimension Data \| + 26 s \| \| \| 5.º \| Jan Polanc \| UAE Team Emirates \| + 26 s \| \| \| 6.º \| Ruben Guerreiro \| Katusha-Alpecin \| + 26 s \| \| \| 7.º \| George Bennett \| Team Jumbo-Visma \| + 26 s \| \| \| 8.º \| Chris Hamilton \| Team Sunweb \| + 26 s \| \| \| 9.º \| Wout Poels \| Team Sky \| + 26 s \| \| \| 10.º \| Michael Woods \| EF Education First \| + 26 s \| \| |                   |                    |                  |
| |                   |                    |                  |
| Fuente: ProCyclingStats |                   |                    |                  |
| Clasificación general |                   |                    |                  |
| Ciclista | Ciclista          | Equipo             | Tiempo           |
| 1.º | Patrick Bevin     | CCC Team           | 17 h 00 min 25 s |
| 2.º | Daryl Impey       | Mitchelton-Scott   | + 7 s            |
| 3.º | Luis León Sánchez | Astana             | + 16 s           |
| 4.º | Ryan Gibbons      | Dimension Data     | + 26 s           |
| 5.º | Jan Polanc        | UAE Team Emirates  | + 26 s           |
| 6.º | Ruben Guerreiro   | Katusha-Alpecin    | + 26 s           |
| 7.º | George Bennett    | Team Jumbo-Visma   | + 26 s           |
| 8.º | Chris Hamilton    | Team Sunweb        | + 26 s           |
| 9.º | Wout Poels        | Team Sky           | + 26 s           |
| 10.º | Michael Woods     | EF Education First | + 26 s           |

### 6.ª etapa
| McLaren Vale - Willunga Hill | etapa de media montaña | (151,5 km) |

| \| Clasificación de la etapa \| Clasificación de la etapa \| Clasificación de la etapa \| Clasificación de la etapa \| Clasificación de la etapa \| \| Ciclista \| Ciclista \| Equipo \| Tiempo \| \| \| ------------------------- \| ------------------------- \| ------------------------- \| ------------------------- \| ------------------------- \| \| 1.º \| Richie Porte \| Trek-Segafredo \| 3 h 30 min 14 s \| \| \| 2.º \| Wout Poels \| Team Sky \| + 0 s \| \| \| 3.º \| Daryl Impey \| Mitchelton-Scott \| + 0 s \| \| \| 4.º \| Rohan Dennis \| Bahrain-Merida \| + 3 s \| \| \| 5.º \| Luis León Sánchez \| Astana \| + 6 s \| \| \| 6.º \| Chris Hamilton \| Team Sunweb \| + 10 s \| \| \| 7.º \| Michael Woods \| EF Education First \| + 15 s \| \| \| 8.º \| Diego Ulissi \| UAE Team Emirates \| + 17 s \| \| \| 9.º \| Tom Slagter \| Dimension Data \| + 17 s \| \| \| 10.º \| Dries Devenyns \| Deceuninck-Quick Step \| + 17 s \| \| |                   |                       |                 |
| |                   |                       |                 |
| Fuente: ProCyclingStats |                   |                       |                 |
| Clasificación de la etapa |                   |                       |                 |
| Ciclista | Ciclista          | Equipo                | Tiempo          |
| 1.º | Richie Porte      | Trek-Segafredo        | 3 h 30 min 14 s |
| 2.º | Wout Poels        | Team Sky              | + 0 s           |
| 3.º | Daryl Impey       | Mitchelton-Scott      | + 0 s           |
| 4.º | Rohan Dennis      | Bahrain-Merida        | + 3 s           |
| 5.º | Luis León Sánchez | Astana                | + 6 s           |
| 6.º | Chris Hamilton    | Team Sunweb           | + 10 s          |
| 7.º | Michael Woods     | EF Education First    | + 15 s          |
| 8.º | Diego Ulissi      | UAE Team Emirates     | + 17 s          |
| 9.º | Tom Slagter       | Dimension Data        | + 17 s          |
| 10.º | Dries Devenyns    | Deceuninck-Quick Step | + 17 s          |

## Clasificaciones finales
- Las clasificaciones finalizaron de la siguiente forma:[4]

### Clasificación general
| \| Clasificación general \| Clasificación general \| Clasificación general \| Clasificación general \| Clasificación general \| \| Ciclista \| Ciclista \| Equipo \| Tiempo \| \| \| --------------------- \| --------------------- \| --------------------- \| --------------------- \| --------------------- \| \| 1.º \| Daryl Impey \| Mitchelton-Scott \| 20 h 30 min 42 s \| \| \| 2.º \| Richie Porte \| Trek-Segafredo \| + 13 s \| \| \| 3.º \| Wout Poels \| Team Sky \| + 17 s \| \| \| 4.º \| Luis León Sánchez \| Astana \| + 19 s \| \| \| 5.º \| Rohan Dennis \| Bahrain-Merida \| + 26 s \| \| \| 6.º \| Chris Hamilton \| Team Sunweb \| + 33 s \| \| \| 7.º \| Michael Woods \| EF Education First \| + 38 s \| \| \| 8.º \| Ruben Guerreiro \| Katusha-Alpecin \| + 40 s \| \| \| 9.º \| Diego Ulissi \| UAE Team Emirates \| + 40 s \| \| \| 10.º \| Dries Devenyns \| Deceuninck-Quick Step \| + 40 s \| \| |                   |                       |                  |
| |                   |                       |                  |
| Fuente: ProCyclingStats |                   |                       |                  |
| Clasificación general |                   |                       |                  |
| Ciclista | Ciclista          | Equipo                | Tiempo           |
| 1.º | Daryl Impey       | Mitchelton-Scott      | 20 h 30 min 42 s |
| 2.º | Richie Porte      | Trek-Segafredo        | + 13 s           |
| 3.º | Wout Poels        | Team Sky              | + 17 s           |
| 4.º | Luis León Sánchez | Astana                | + 19 s           |
| 5.º | Rohan Dennis      | Bahrain-Merida        | + 26 s           |
| 6.º | Chris Hamilton    | Team Sunweb           | + 33 s           |
| 7.º | Michael Woods     | EF Education First    | + 38 s           |
| 8.º | Ruben Guerreiro   | Katusha-Alpecin       | + 40 s           |
| 9.º | Diego Ulissi      | UAE Team Emirates     | + 40 s           |
| 10.º | Dries Devenyns    | Deceuninck-Quick Step | + 40 s           |

### Clasificación de la montaña
| Clasificación de la montaña | Clasificación de la montaña | Clasificación de la montaña | Clasificación de la montaña | Clasificación de la montaña |
| Ciclista                    | Ciclista                    | Equipo                      | Puntos                      |                             |
| --------------------------- | --------------------------- | --------------------------- | --------------------------- | --------------------------- |
| 1.º                         | Jason Lea                   | UniSA-Australia             | 30 pts                      |                             |
| 2.º                         | Wout Poels                  | Team Sky                    | 30 pts                      |                             |
| 3.º                         | Richie Porte                | Trek-Segafredo              | 28 pts                      |                             |
| 4.º                         | George Bennett              | Team Jumbo-Visma            | 16 pts                      |                             |
| 5.º                         | Kenny Elissonde             | Team Sky                    | 16 pts                      |                             |

### Clasificación por puntos
| Clasificación por puntos | Clasificación por puntos | Clasificación por puntos | Clasificación por puntos | Clasificación por puntos |
| Ciclista                 | Ciclista                 | Equipo                   | Puntos                   |                          |
| ------------------------ | ------------------------ | ------------------------ | ------------------------ | ------------------------ |
| 1.º                      | Patrick Bevin            | CCC Team                 | 56 pts                   |                          |
| 2.º                      | Danny van Poppel         | Team Jumbo-Visma         | 54 pts                   |                          |
| 3.º                      | Peter Sagan              | Bora-Hansgrohe           | 50 pts                   |                          |
| 4.º                      | Daryl Impey              | Mitchelton-Scott         | 49 pts                   |                          |
| 5.º                      | Luis León Sánchez        | Astana                   | 46 pts                   |                          |

### Clasificación de los jóvenes
| Clasificación del mejor joven | Clasificación del mejor joven | Clasificación del mejor joven | Clasificación del mejor joven | Clasificación del mejor joven |
| Ciclista                      | Ciclista                      | Equipo                        | Tiempo                        |                               |
| ----------------------------- | ----------------------------- | ----------------------------- | ----------------------------- | ----------------------------- |
| 1.º                           | Chris Hamilton                | Team Sunweb                   | 20 h 31 min 15 s              |                               |
| 2.º                           | Ruben Guerreiro               | Katusha-Alpecin               | + 7 s                         |                               |
| 3.º                           | Ryan Gibbons                  | Dimension Data                | + 10 s                        |                               |
| 4.º                           | Tadej Pogačar                 | UAE Team Emirates             | + 10 s                        |                               |
| 5.º                           | Jai Hindley                   | Team Sunweb                   | + 33 s                        |                               |

### Clasificación por equipos
| Clasificación por equipos | Clasificación por equipos | Clasificación por equipos | Clasificación por equipos |
| Equipo                    | Equipo                    | Tiempo                    |                           |
| ------------------------- | ------------------------- | ------------------------- | ------------------------- |
| 1.º                       | UAE Team Emirates         | 61 h 34 min 22 s          |                           |
| 2.º                       | Bahrain-Merida            | + 43 s                    |                           |
| 3.º                       | Dimension Data            | + 55 s                    |                           |
| 4.º                       | Team Sunweb               | + 1 min 11 s              |                           |
| 5.º                       | Movistar Team             | + 1 min 54 s              |                           |

## Evolución de las clasificaciones
| Etapa                   | Vencedor                | Clasificación general | Clasificación de la montaña | Clasificación de los sprints | Clasificación de los jóvenes | Clasificación por equipos | Premio de la combatividad |
| ----------------------- | ----------------------- | --------------------- | --------------------------- | ---------------------------- | ---------------------------- | ------------------------- | ------------------------- |
| 1.ª                     | Elia Viviani            | Elia Viviani          | Jason Lea                   | Elia Viviani                 | Michael Storer               | UAE Emirates              | Patrick Bevin             |
| 2.ª                     | Patrick Bevin           | Patrick Bevin         | Jason Lea                   | Elia Viviani                 | Caleb Ewan                   | UAE Emirates              | Matthieu Ladagnous        |
| 3.ª                     | Peter Sagan             | Patrick Bevin         | Jason Lea                   | Peter Sagan                  | Michael Storer               | UAE Emirates              | Manuele Boaro             |
| 4.ª                     | Daryl Impey             | Patrick Bevin         | Jason Lea                   | Patrick Bevin                | Chris Hamilton               | UAE Emirates              | Thomas de Gendt           |
| 5.ª                     | Jasper Philipsen        | Patrick Bevin         | Jason Lea                   | Patrick Bevin                | Ryan Gibbons                 | UAE Emirates              | Matthieu Ladagnous        |
| 6.ª                     | Richie Porte            | Daryl Impey           | Jason Lea                   | Patrick Bevin                | Chris Hamilton               | UAE Emirates              | Danny van Poppel          |
| Clasificaciones finales | Clasificaciones finales | Daryl Impey           | Jason Lea                   | Patrick Bevin                | Chris Hamilton               | UAE Emirates              | no entregado              |

## Ciclistas participantes y posiciones finales
Convenciones:
- AB-N: Abandono en la etapa "N"
- FLT-N: Retiro por llegada fuera del límite de tiempo en la etapa "N"
- NTS-N: No tomó la salida para la etapa "N"
- DES-N: Descalificado o expulsado en la etapa "N"

## UCI World Ranking
El Tour Down Under otorgó puntos para el UCI World Ranking para corredores de los equipos en las categorías UCI WorldTeam, Profesional Continental y Continental. Las siguientes tablas son el baremo de puntuación y los corredores que obtuvieron puntos:
| Posición              | 1.º | 2.º | 3.º | 4.º | 5.º | 6.º | 7.º | 8.º | 9.º | 10.º | 11.º | 12.º | 13.º | 14.º | 15.º | 16.º-20.º | 21.º-30.º | 31.º-50.º | 51.º-55.º | 56.º-60.º |
| Clasificación general | 500 | 400 | 325 | 275 | 225 | 175 | 150 | 125 | 100 | 85   | 70   | 60   | 50   | 40   | 35   | 30        | 20        | 10        | 5         | 3         |
| Por etapa             | 60  | 25  | 10  |     |     |     |     |     |     |      |      |      |      |      |      |           |           |           |           |           |
| Líder                 | 10  |     |     |     |     |     |     |     |     |      |      |      |      |      |      |           |           |           |           |           |

| Clasificación |                   |                    |         |       |       |       |
| Ciclista      | Ciclista          | Equipo             | General | Etapa | Líder | Total |
| ------------- | ----------------- | ------------------ | ------- | ----- | ----- | ----- |
| 1.º           | Daryl Impey       | Mitchelton-Scott   | 500     | 80    | -     | 580   |
| 2.º           | Richie Porte      | Trek-Segafredo     | 400     | 60    | -     | 460   |
| 3.º           | Wout Poels        | Sky                | 325     | 25    | -     | 350   |
| 4.º           | Luis León Sánchez | Astana             | 275     | 35    | -     | 310   |
| 5.º           | Rohan Dennis      | Bahrain-Merida     | 225     | -     | -     | 225   |
| 6.º           | Chris Hamilton    | Sunweb             | 175     | -     | -     | 175   |
| 7.º           | Michael Woods     | EF Education First | 150     | -     | -     | 150   |
| 8.º           | Patrick Bevin     | CCC                | 10      | 85    | 40    | 135   |
| 9.º           | Ruben Guerreiro   | Katusha-Alpecin    | 125     | -     | -     | 125   |
| 10.º          | Diego Ulissi      | UAE Emirates       | 100     | -     | -     | 100   |